# مضخم بصري

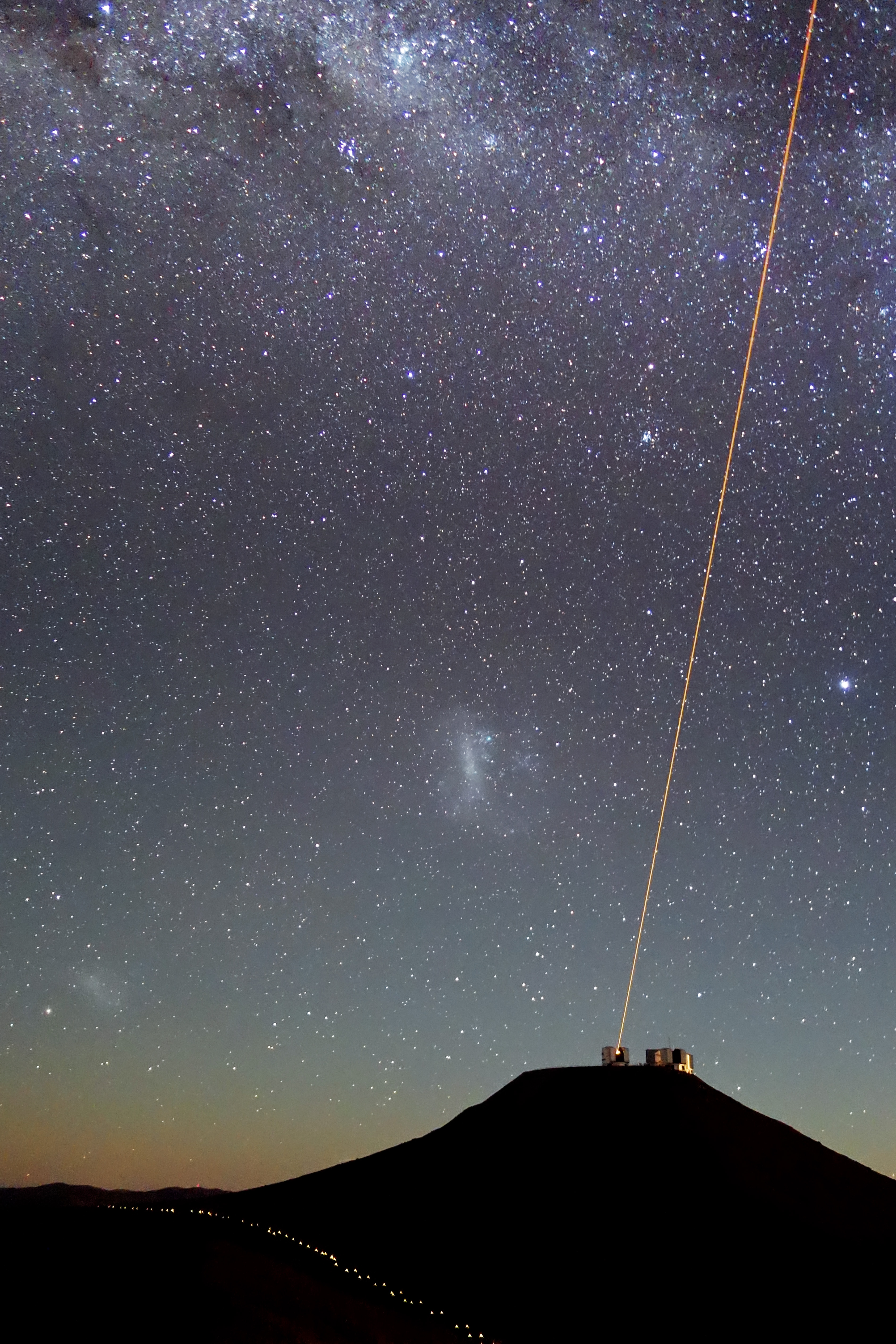
تستخدم المضخمات الضوئية لإنشاء نجمة دليل الليزر التي توفر تغذية مرتدة لأنظمة التحكم بصريات متكيفة التي تضبط شكل المرايا ديناميكيًا في أكبر تلسكوب فلكي.

المضخم البصري (بالإنجليزية: Optical amplifier)‏ هو جهاز يقوم بتضخيم الإشارة الضوئية مباشرة، دون الحاجة إلى تحويلها أولاً إلى إشارة كهربائية. قد يُنظر إلى المضخم البصري على أنه ليزر بدون مرنان ضوئي، أو مضخم يتم فيه قمع التغذية المرتدة من المجاوبة. المكبرات الضوئية مهمة في الاتصال البصري وفيزياء الليزر. يتم استخدامها كمكررات ضوئية في كبلات الألياف الضوئية لمسافات طويلة والتي تحمل الكثير من وصلات الاتصالات السلكية واللاسلكية في العالم.
هناك العديد من الآليات الفيزيائية المختلفة التي يمكن استخدامها لتضخيم إشارة ضوئية، والتي تتوافق مع الأنواع الرئيسية للمضخمات الضوئية. في مضخمات الألياف المتزنة والليزر السائب، يتسبب الانبعاث المستحث في وسيط ليزري مضخمات في تضخيم الضوء الوارد. في المكبرات الضوئية لأشباه الموصلات (SOAs)، يحدث إعادة تركيب ثغرة-الإلكترون. في مضخمات رامان، ينتج عن تبعثر رامان للضوء الوارد باستخدام الفونونات في شبكة وسط الكسب فوتونات متماسكة مع الفوتونات الواردة. تستخدم المضخمات البارامترية التضخيم البارامتري.

## مضخمات الليزر
يمكن تقريبًا لأي وسيط اكتساب ليزري نشط ضخ بالليزر لإنتاج تضخيم للضوء عند الطول الموجي لليزر المصنوع من نفس المادة مثل وسيط الكسب الخاص به. تستخدم مكبرات الضوء هذه بشكل شائع لإنتاج أنظمة ليزر عالية الطاقة. وتُستخدم أنواع خاصة مثل مضخم متجدد و مضخم النبضات النحيلة لتضخيم نبضة فائقة القصر.

### مكبرات الضوء الصلبة
"" مضخمات الحالة الصلبة "" هي مضخمات ضوئية تستخدم نطاقًا واسعًا من المواد المشوبة ليزر الحالة الصلبة (Nd: Yb: YAG ، Ti: Sa) وأشكال هندسية مختلفة (قرص ، لوح ، قضيب) لتضخيم الإشارات الضوئية. يسمح تنوع المواد بتضخيم أطوال موجية مختلفة بينما يمكن لشكل الوسط التمييز بين الأنسب للطاقة من متوسط قياس القدرة. بجانب استخدامها في البحث الأساسي من موجة الجاذبية الكشف  إلى فيزياء الطاقة العالية في National Ignition Facility يمكن العثور عليها أيضًا في العديد من الليزر النبضي قصير جدًا. [بحاجة لمصدر]